# 高崎三興
高崎三興株式会社（たかさきさんこう、英文社名：Takasaki Sanko Co., Ltd.）は、かつて存在した日本の製紙会社である。大手製紙会社王子製紙の傘下にあった板紙メーカーで、2002年に王子板紙（現・王子マテリア）に吸収された。

## 概要
王子製紙系列であった高崎製紙株式会社と三興製紙株式会社が1999年10月に合併（存続会社は高崎製紙）して発足した製紙会社である。高崎製紙は1914年、三興製紙は1949年設立の板紙メーカーであった。王子製紙グループの段ボール原紙事業集約の一環として2001年にグループ共同販売会社の王子板紙を設立、2002年10月にグループのメーカーとともに王子板紙に吸収合併された。
国内4工場を持ち、段ボール原紙や白板紙などの板紙を主体に生産・販売を手がけた。また傘下のグループ企業では、段ボールや紙容器（紙器）の生産・販売なども手がけていた。

## 沿革

### 高崎製紙
前身の高崎製紙は、段ボール原紙（ライナー）・白板紙・建材原紙（石膏ボード原紙）・紙管原紙などを生産していた板紙メーカーである。三興製紙との合併までの年表を以下に示す。
- 1914年3月2日 - 高崎板紙株式会社として設立[3]。群馬県高崎市[* 1]に工場を開設、11月操業開始[4]。
- 1927年12月 - 日光板紙株式会社を合併、日光工場を設置[5]。
  - 日光板紙は1927年4月に、1926年10月に買収していた日光製紙株式会社（初代）の後身として設立した企業である。日光製紙は日光板紙として1916年以前から操業し、1921年に日光製紙に改称していた[5]。
- 1929年6月 - 千住板紙株式会社を合併、千住工場[* 2]を設置[6]。
  - 千住板紙の前身墨田川製紙は1910年設立、1918年に千代田製紙と改称していた。1928年10月に高崎製紙が同社を買収し、千住板紙を設立した[6]。
- 1938年9月 - 東京工場（初代）[* 3]が操業を開始[7]。
- 1943年7月 - 軍の要請により、東京工場を日本建鐵工業（現・日本建鐵）に売却[8]。
- 1949年5月16日 - 東京証券取引所（東証）に株式を上場[9]。
- 1949年11月28日 - 高崎製紙株式会社に社名変更[9]。
- 1952年2月 - 札幌証券取引所（札証）にも株式を上場[3]。
- 1959年4月 - 札証での上場を廃止[3]。
- 1962年4月 - 吹田製紙株式会社を合併、大阪工場[* 4]・淀川分工場を設置[10]（1970年8月両工場は統合され大阪工場となる[11]）。
  - 吹田製紙は1953年1月、高崎製紙が日興パルプを買収して設立した。元からの大阪工場に加え、1961年1月に淀川分工場を新設していた[12]。
- 1965年6月 - 千住工場を閉鎖[13]。
- 1965年9月 - 東京工場（2代目）[* 5]が操業開始。
- 1970年2月 - 高崎製紙・三井物産が主体となりレンゴー・十條製紙（現日本製紙）の協力を得て東北製紙株式会社（日本大昭和板紙秋田工場の前身）を設立[14]。
- 1973年10月 - 紙加工事業を担当する紙器部大泉工場を開設[15]。
- 1974年6月 - 段ボール事業本部高崎事業所を開設、段ボール事業に進出[16]（1977年3月分離し高崎製紙コンテナー株式会社を設立[11]）。
- 1975年7月 - 高崎工場操業停止[17]。
- 1980年6月 - 日光工場を子会社日光製紙株式会社（2代目）に売却。業績悪化に伴う債務超過解消策の一環[18]。
- 1984年11月 - 東京工場を移設して日光工場を再設置。跡地売却益で1985年度から債務超過解消[19]。
- 1988年1月 - 日光製紙から日光工場を買い戻す[20]。
- 1988年3月 - 保有する東北製紙の全株式を三井物産に譲渡、同社の経営から撤退[21]。
- 1991年12月 - 高崎製紙コンテナーほか2社を合併。段ボール部高崎工場を再設置[11]。
- 1994年1月 - 本州製紙（1996年王子製紙と合併）と業務提携[22]。
- 1997年3月 - 紙器部大泉工場を分離し、高崎パッケージ株式会社を設立[11]。

### 三興製紙
三興製紙は、段ボール原紙や白板紙などを生産していた板紙メーカーである。本社は静岡県富士市伝法。大阪証券取引所市場第二部（大証2部）に株式を上場していた（証券コード：3885）。
- 1937年12月 - 伊藤忠商事系列の富国人絹パルプ株式会社として設立[24][23]。
- 1943年11月 - 三興酵成燃料株式会社に社名変更[23]。
- 1945年7月 - 三興株式会社に社名変更[23]。
- 1949年10月1日 - 企業再建整備法に基づいて第二会社・三興製紙株式会社が発足[24][23]。
- 1953年2月 - 白板紙用の抄紙機を新設[24]。
- 1955年7月 - 子会社サツキセイシ株式会社を設立[24]。
- 1961年10月 - 大証2部に株式を上場[23]。
- 1961年12月 - 段ボール原紙用の抄紙機を新設[24]。
- 1968年10月 - サツキセイシを合併、富士工場を設置[24]。
- 1977年3月 - 本州製紙が資本・経営参加[24]。
- 1985年2月 - 本州製紙が株式の過半数を取得、本州グループに入る[24]。

### 高崎三興
- 1999年10月1日 - 高崎製紙が三興製紙を合併し、高崎三興株式会社に社名変更[3][25]。
- 1999年10月 - 大証1部にも上場[3]。
- 2001年4月 - 高崎工場を分離し、高崎三興段ボール株式会社を設立[11]。
- 2001年7月 - 販売部門を王子板紙に移管。
- 2002年3月26日 - 上場廃止[26]。
- 2002年4月1日 - 王子製紙と株式交換を実施し、同社の完全子会社となる。
- 2002年10月1日 - 王子板紙に合併。

## 生産拠点
高崎三興が保有していた生産拠点は、以下の4か所である。
- 日光工場 - 栃木県宇都宮市白沢町（旧・高崎製紙）
- 富士工場 - 静岡県富士市伝法（旧・三興製紙）
- 祖父江工場 - 愛知県中島郡祖父江町（現・稲沢市）祖父江（旧・三興製紙）
- 大阪工場 - 大阪府大阪市東淀川区南江口（旧・高崎製紙淀川分工場）